# Kroatien ved vinter-OL 2022
Kroatiens deltagelse ved vinter-OL 2022 i Beijing, Kina i perioden 4. – 20. februar 2022.

## Deltagere
Følgende er listen over disciplinerne, som repræsenterede deltagere optræder i.
| Sport                  | Mænd | Kvinder | Total |
| ---------------------- | ---- | ------- | ----- |
| Alpint skiløb          | 3    | 3       | 6     |
| Langrend               | 1    | 2       | 3     |
| Kortbaneløb på skøjter | 0    | 1       | 1     |
| Snowboarding           | 0    | 1       | 1     |
| Total                  | 4    | 7       | 11    |

## Medaljer
| 2022 Beijing | Guld | Sølv | Bronze | Total |
| Kroatien     | -    | -    | -      | -     |

### Medaljevindere
| Kroatien under vinter-OL 2022 i Beijing | Kroatien under vinter-OL 2022 i Beijing | Kroatien under vinter-OL 2022 i Beijing | Kroatien under vinter-OL 2022 i Beijing | Kroatien under vinter-OL 2022 i Beijing |
| Medalje                                 | Navn                                    | Sport                                   | Event                                   | Dato                                    |
| --------------------------------------- | --------------------------------------- | --------------------------------------- | --------------------------------------- | --------------------------------------- |
| Guld                                    | -                                       | -                                       | -                                       | -                                       |
| Sølv                                    | -                                       | -                                       | -                                       | -                                       |
| Bronze                                  | -                                       | -                                       | -                                       | -                                       |